# 小行星43954
小行星43954（43954 Chýnov）是一颗绕太阳运转的小行星，为主小行星带小行星。该小行星于1997年2月7日发现。
該小行星以捷克的城鎮希諾夫命名。

## 轨道参数
小行星43954的轨道半长轴为2.2727712 UA，离心率为0.056。